# Eupelmus microzonus
Eupelmus microzonus é uma espécie de insetos himenópteros, mais especificamente de vespas parasíticas pertencente à família Eupelmidae.
A autoridade científica da espécie é Forster, tendo sido descrita no ano de 1860.
Trata-se de uma espécie presente no território português.